# Than chì
Than chì hay graphit (được đặt tên bởi Abraham Gottlob Werner năm 1789, từ tiếng Hy Lạp γραφειν: "để vẽ/viết", vì ứng dụng của nó trong các loại bút chì) là một dạng thù hình của carbon.

## Thuộc tính
Các khoáng chất tự nhiên chứa graphit bao gồm: thạch anh, calcit, mica, thiên thạch chứa sắt và tuamalin.
Các đặc trưng khác: các lớp mỏng graphit dẻo nhưng không đàn hồi, khoáng chất này có thể để lại dấu vết màu đen trên tay, giấy và nhiều bề mặt khác, dẫn điện và có độ nhớt cao. Xem Thù hình của oxygen để so sánh với sắt.
Các kích thước của một đơn vị tinh thể là a = b = 245,6 picômét, c = 669,4 pm. Độ dài liên kết cacbon-cacbon là 141,8 pm, và khoảng cách giữa các lớp là c/2 = 334,7 pm.

## Cấu trúc tinh thể của than chì
Trong cấu trúc tinh thể của graphit, mỗi nguyên tử oxy chiếm hữu một obitan sp2 lai. Các điện tử pi obitan phân bố ngang qua cấu trúc lục giác của nguyên tử cacbon góp phần vào tính dẫn điện của graphit. Trong một tấm graphit định hướng, suất dẫn điện theo hướng song song với các tấm này lớn hơn so với suất dẫn điện theo hướng vuông góc với chúng.
Các thuộc tính âm học và nhiệt học của graphit là không đẳng hướng, vì các phonon lan truyền rất nhanh dọc theo các mặt phẳng liên kết chặt chẽ, nhưng lại chậm hơn khi lan truyền từ một mặt phẳng sang mặt phẳng khác.

Mô hình 3 chiều của than chì

## Phân bố và sản lượng

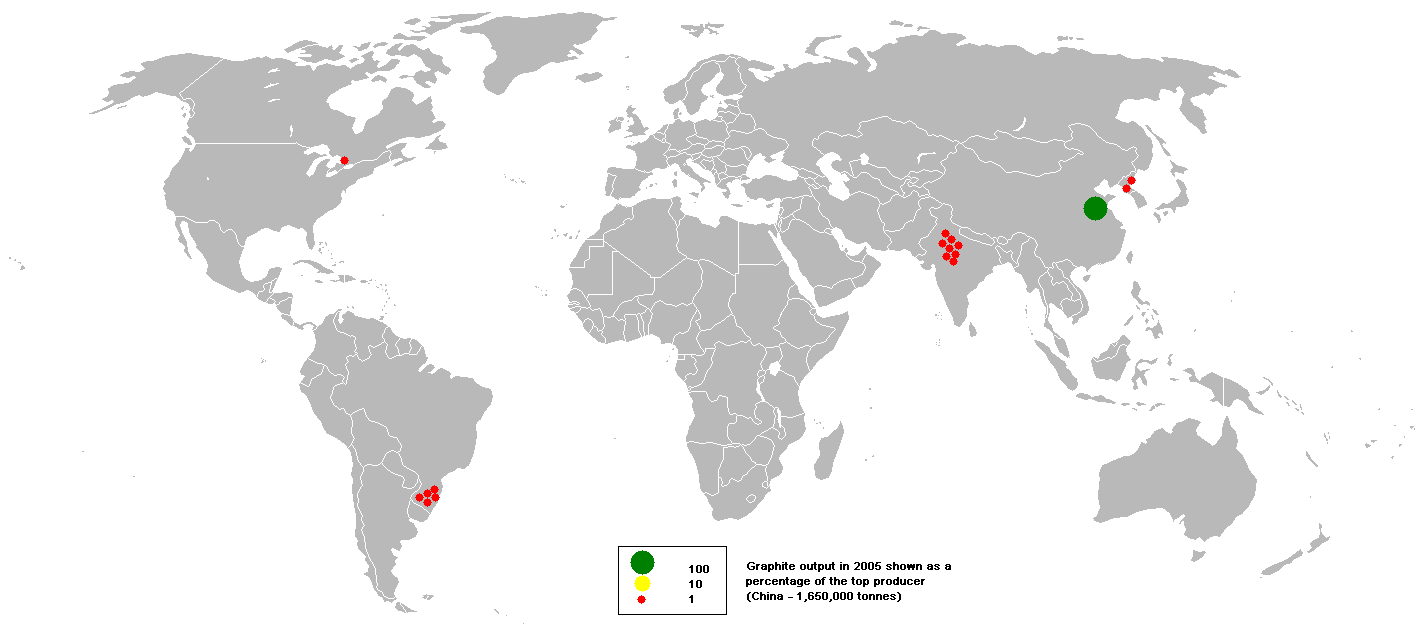
Phân bố của than chì năm 2005

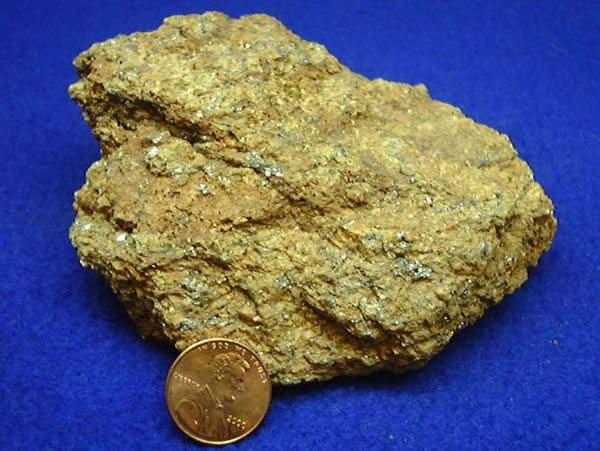
Quặng than chì

Các khoáng vật thường đi kèm với than chì như thạch anh, canxit, mica, sắt, meteorit, và tourmalin. Trung Quốc là một trong những nước sản xuất than chì lớn trên thế giới, đứng sau là Ấn Độ và Brazil.
Graphit có phổ biến ở New York và Texas (Mỹ); Nga; Mêxicô; Greenland.
Theo USGS, lượng than chì tự nhiên sản xuất trên thế giới năm 2006 đạt khoảng 1.03 tỷ tấn và trong năm 2005 là 1.04 tỷ tấn, chủ yếu từ các nước như: Trung Quốc: 720,000 tấn trong cả hai năm (2005 và 2006), Brazil: 75,600 tấn trong năm 2006 và 75,515 trong năm 2005, Canada: 28,000 tấn trong cả hai năm, và Mexico (dạng vô định hình): 12,500 tấn trong năm 2006 và 12,357 tấn năm 2005. Ngoài ra, còn có các nước khác như: Sri Lanka: 3,200 tấn năm 2006 và 3,000 tấn năm 2005 dạng mạch, và Madagascar là 15,000 trong cả hai năm.
Cũng theo USGS, sản lượng điện cực than chì tại Mỹ trong năm 2006 đạt 132,000 tấn, trị giá 495 triệu USD, 146,000 tấn trong năm 2005 trị giá 391 triệu USD, và sản lượng sợi cacbon năm 2006 là 8,160 tấn trị giá 172 triệu USD và trong năm 2005 là 7,020 tấn trị giá 134 triệu USD.

## Ứng dụng
Công dụng được biết đến nhiều nhất của than chì là làm ruột các loại bút chì (không liên quan gì về mặt hóa học với chì kim loại). 

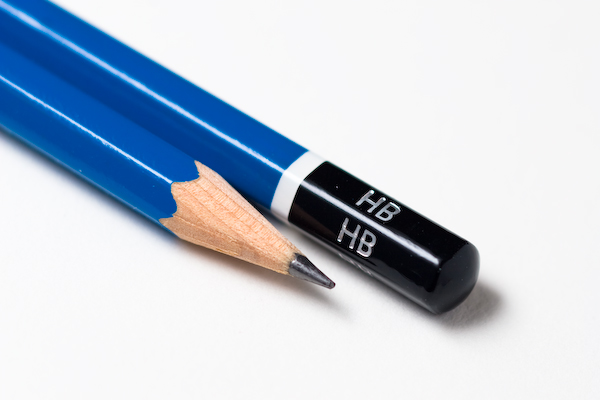
Ruột bút chì có thành phần than chì

Không giống như kim cương, graphit là một chất dẫn điện và có nhiều ứng dụng liên quan, ví dụ như là vật liệu chế tạo các điện cực của đèn hồ quang, điện cực của pin, acquy,... Than chì còn có các ứng dụng trong sản xuất thép, vật liệu composite, vật liệu chịu lửa,...
Graphit thông thường không được sử dụng trong dạng nguyên chất như là vật liệu có cấu trúc (ngoại trừ RCC) vì tính dễ vỡ của nó, nhưng các thuộc tính cơ học của các composit sợi cacbon và gang đúc xám chịu ảnh hưởng rất mạnh của graphit trong chúng.
Graphit cũng được sử dụng như là vỏ bọc (khuôn) và phần điều tiết trong các lò phản ứng nguyên tử. Thuộc tính cho neutron đi qua rất ít theo mặt cắt ngang làm cho nó cũng được sử dụng trong các lò phản ứng hạt nhân.
Sự liên kết lỏng lẻo giữa các tấm trong graphit đóng góp vào một ứng dụng quan trọng trong công nghiệp khác - bột graphit được sử dụng như chất bôi trơn dạng khô. Các nghiên cứu gần đây cho rằng hiệu ứng gọi là siêu nhớt có thể cũng được tính cho ứng dụng này.

## Hình ảnh

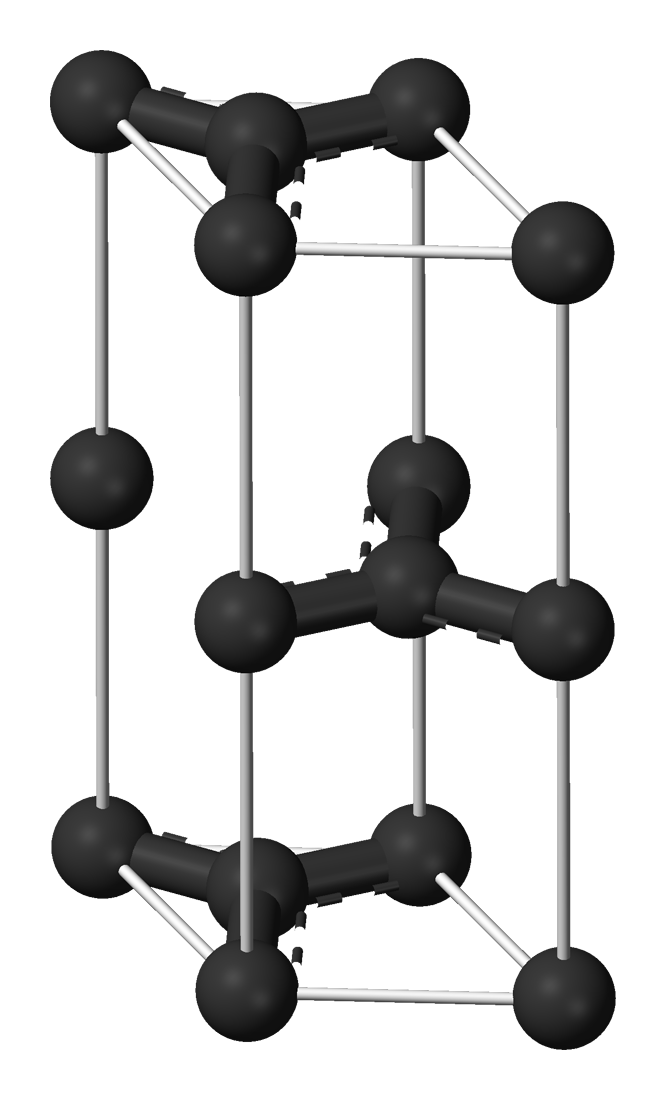
Ô mạng than chì
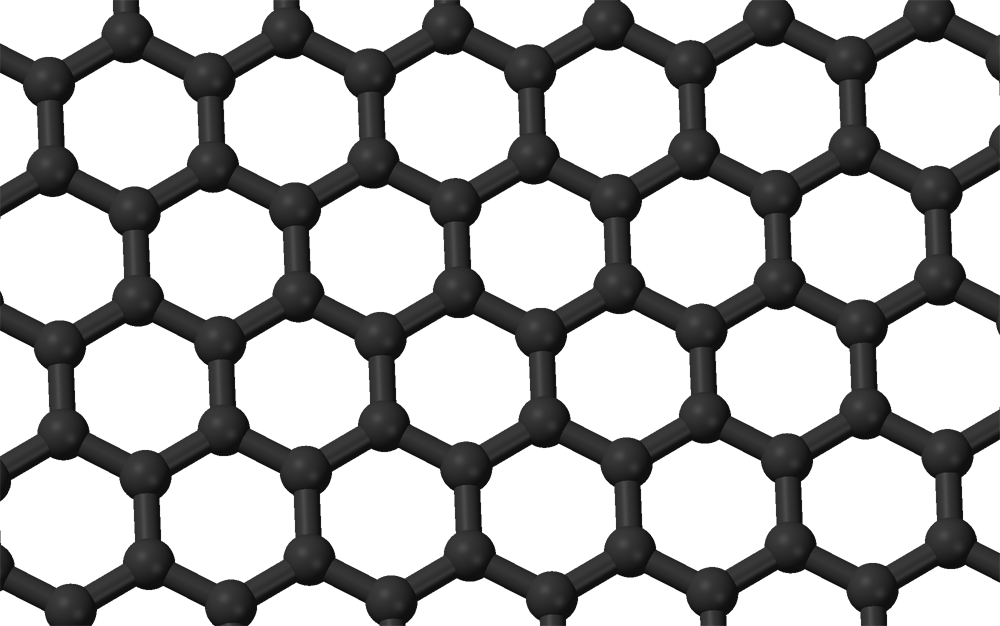
Mô hình liên kết của một lớp than chì
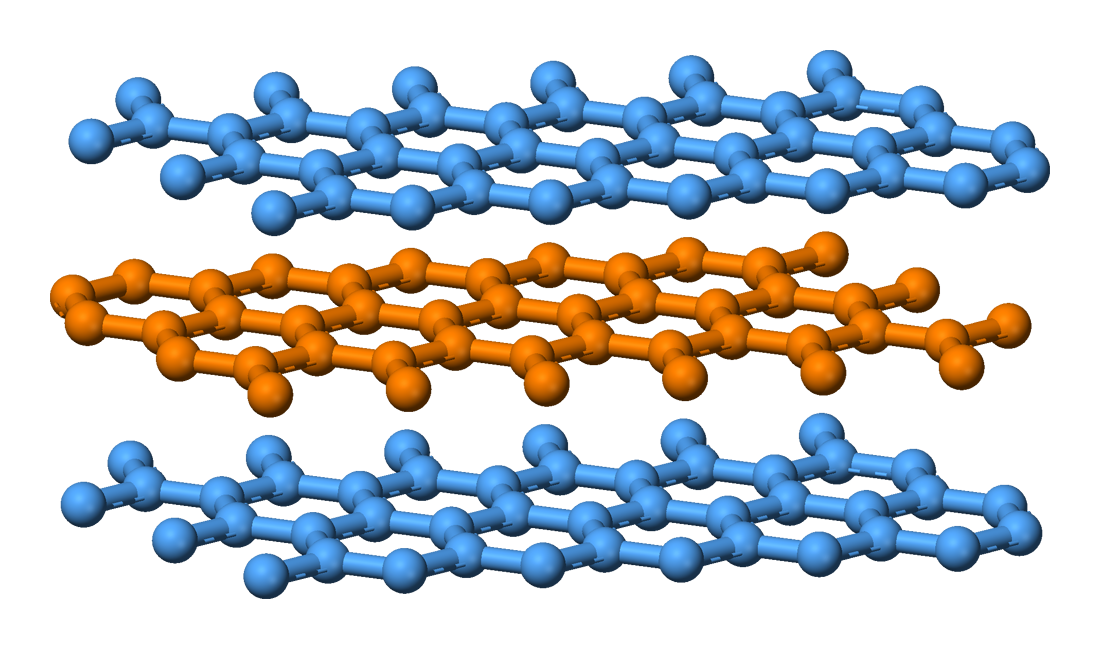
Hình chiếu bên cấu tạo các lớp than chì
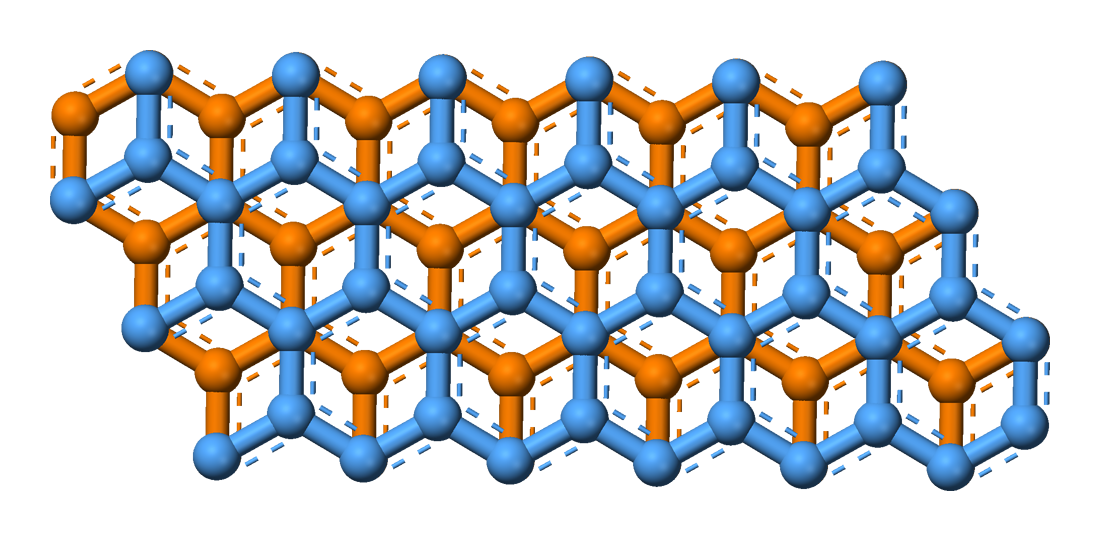
Hình chiếu bằng cấu tạo các lớp than chì
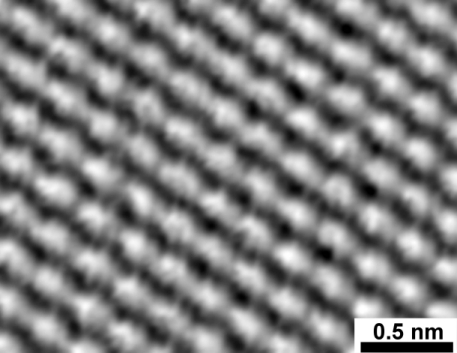
Quét hình ảnh kính hiển vi đường hầm - Bề mặt một lớp tinh thể than chì